# Acuvue
Acuvue — бренд, принадлежащий Johnson & Johnson, под которым компания выпускает контактные линзы.

## История
Контактные линзы Acuvue производились небольшой компанией Frontier Contact Lens Company, созданной окулистом Сеймуром-Марко в 1950 г. в Джэксонвилле (США, Флорида). Через два года после открытия компания переехала в Нью-Йорк, где начался её активный рост. В 1970 Frontier Contact Lens разработала новый материал (etafilcon) и начала производить первые в мире мягкие контактные линзы. В 1981 году Сеймур-Марко продал компанию Johnson & Johnson, которая переименовала её в Вистакон (Vistakon). Процент ручных операций в компании был резко сокращен — многие работники производственной линии, будь то токарное, шлифовальное производство, и даже служба контроля качества лишились своих мест.
Вистакон провел реорганизацию производственных процессов, в результате чего в 1986 году американские покупатели впервые увидели контактные линзы, выпущенные под брендом Acuvue. Вначале линзы Acuvue предусматривали семидневный режим ношения, но очень скоро стали выпускаться для дневного ношения. Сегодня под брендом Acuvue выпускаются контактные линзы от дневного режима ношения до двухнедельного.
На сегодняшний день все производственные мощности компании Вистакон расположены в США, за исключением одного завода, расположенного в Лимерике (Ирландия).

## Завод в Ирландии
Завод расположен в городе Лимерик, запущен в 1996 г. и является одним из самых передовых в производстве контактных линз в мире. На заводе большинство операций производится в автоматизированном режиме.
Благодаря этому завод в Лимерик — чрезвычайно экономичное производство. По экономической эффективности он намного превосходит аналогичные заводы в США, что благотворно сказывается на цене выпускаемой им продукции. Почти все контактные линзы Acuvue, поступающие на российский рынок ирландского производства.

## Acuvue сейчас
К настоящему моменту под брендом Acuvue произведено более 2 млрд контактных линз. Известные марки: 1-DAY ACUVUE MOIST, 1-DAY ACUVUE TruEye, ACUVUE OASYS, ACUVUE 2 COLOURS, ACUVUE ADVANCE for ASTIGMATISM, ACUVUE Bifocal и ACUVUE Transitions